# Le Moulin de la Sourdine
Le Moulin de la Sourdine est un roman français de Marcel Aymé publié en 1936.

## Historique
Le Moulin de la Sourdine est un roman de Marcel Aymé, paru en préoriginale du 29 avril au 5 août 1936 dans Marianne puis publié chez Gallimard à Paris. Le nom vient d'une fontaine située à Dole (Jura), la Grande Fontaine, une fontaine vieille de presque 750 ans, que Marcel Aymé appelait Le Moulin de La Sourdine.

## Résumé
« Dans une petite ville, un homme fortuné, affable, intelligent, et dépourvu de toute espèce de satanisme, assassine sa servante pour profiter de l'occasion qui lui est offerte de commettre un crime avec la quasi-certitude de l'impunité. Voilà l'histoire... »

Prière d'insérer de Marcel Aymé.

## Éditions
- 1936 - Le Moulin de la Sourdine, Paris, Librairie Gallimard, Éditions de la Nouvelle Revue Française, coll. « blanche » (BNF 31745871)
- 1998 - Le Moulin de la Sourdine, in Œuvres romanesques complètes, Tome II (1498 pages), Paris, Gallimard (juillet 1998), coll. « Bibliothèque de la Pléiade » no 447, Édition publiée sous la direction de Michel Lécureur  (ISBN 2-07-011331-0)